# Limnophila vicaria
Limnophila vicaria är en tvåvingeart som först beskrevs av Walker 1835.  Limnophila vicaria ingår i släktet Limnophila och familjen småharkrankar. Inga underarter finns listade i Catalogue of Life.